# 里見義弘
里見 義弘（さとみ よしひろ）は、戦国時代から安土桃山時代にかけての安房国の大名。安房里見氏の第6代当主。

## 経歴
享禄3年（1530年）、安房国の大名・里見義堯の嫡男として誕生。はじめ義舜を名乗った。
永禄年間初めに父より実権を譲られて、義舜から義弘へと改名したといわれている。
永禄4年（1561年）、越後国の上杉謙信の北条氏康攻めに呼応したり、永禄7年（1564年）の第二次国府台合戦で北条綱成と戦うなど、父と同様に後北条氏と徹底して対立した。しかし、この第二次国府台合戦で北条軍に大敗して安房国に退却し、更に北条水軍などの攻撃と正木時忠、土岐為頼、酒井敏房ら上総国の有力領主の離反によって上総国の大半を失ってしまう。
このため、里見氏の勢力は一時衰退したが、永禄10年（1567年）に義弘は三船山合戦で北条軍を撃破して勢力を挽回し、佐貫城を本拠地として安房国から上総国・下総国にかけて領国体制を築き上げ、里見氏の最盛期を誇った。
しかし永禄12年（1569年）、上杉謙信と北条氏政の間で越相同盟が締結されたことで上杉氏の支援を失い、また下総関宿城が陥落したことなどにより、後北条氏は攻勢を強めていく。これに対抗する形で武田信玄と甲房同盟を締結していた時期もあり、越相同盟が破棄されて武田信玄と北条氏政の甲相同盟が復活した後も、武田氏との同盟関係は継続した。しかし、武田勝頼が長篠の戦いで敗れたことで西の織田信長との全面対決に専念したために同盟の価値が失われ、一方で上杉氏からの働きかけによって謙信との同盟を復活させたものの、謙信も足利義昭の要請を受けて織田信長との全面対決に専念することになったために北条氏の勢力伸長を軍事的に牽制できる勢力がなくなってしまった。そしてついに天正5年（1577年）、これまでの態度を一転、後北条氏と和を結んだ（房相一和）。
天正6年（1578年）、久留里城にて急死した。だが、遺言に弟（庶長子とも）・義頼と嫡男・梅王丸への領土分割を命じた事から、死後に里見氏の分裂を招いた。

## 統治
義弘は落首を推奨し、民衆からの声を統治に反映させていた。『里見九代記』によると義弘が領内を見回っている際に
- 福原の都人とは聞きつれど　年貢につけてしなのあしさよ

という落首を見つけ、これが福原信濃守の年貢徴収の不正を告発したものであると知り、福原に処分を下している。

## 関連作品

### 小説
- 今村翔吾『青に恋して』（『戦国武将伝 東日本編』収録、2023年、PHP研究所）